# Караосманоглу, Атилла
Атилла Караосманоглу (20 сентября 1932 — 11 ноября 2013) — турецкий экономист и государственный деятель.

## Биография
Родился 20 сентября 1932 года в Манисе. В 1954 году окончил Политологический факультет Анкарского университета, затем получил докторскую степень на Факультете Экономики Стамбульского университета. Читал лекции в Гарвардском и Нью-Йоркском университетах.
После возвращения в Турцию работал в Организации государственного планирования. Также Караосманоглу занимал пост главного советника ОЭСР.
С 1966 года работал во Всемирном банке. В 1971 году премьер-министр Нихат Эрим пригласил его в Анкару и назначил на пост вице-премьера, ответственного за экономику. 3 декабря того же года Караосманоглу и ещё 10 членов правительства подали в отставку, заявив, что у них нет возможности проводить реформы, которые они планировали. По данным Метина Токера, Караосманоглу заявлял, что причиной его ухода с поста были разногласия в правительстве и конфликт между министерствами экономики и финансов.
Позднее Караосманоглу вернулся к работе во Всемирном банке. После возвращения он проработал там 20 лет и сумел дойти до должности вице-президента. 30 ноября 1994 года Караосманолу ушёл в отставку.
Атилла Караосманоглу умер 11 ноября 2013 года от дыхательной недостаточности. Похоронен на стамбульском кладбище Ченгелькёй.